# Vladimir Bigorra
Vladimir Bigorra (9 de agosto de 1954) é um ex-futebolista chileno.
Ele competiu na Copa do Mundo FIFA de 1982, sediada na Espanha.